# La muerte ronda a Mónica
Pour plus de détails, voir Fiche technique et Distribution.
La muerte ronda a Mónica est un giallo espagnol réalisé par Tito Fernández et sorti en 1976.

## Fiche technique
- Titre original espagnol  : La muerte ronda a Mónica[1] (litt. « La mort entoure Monica »)
- Réalisateur : Tito Fernández
- Scénario : Juan José Alonso Millán (es)
- Photographie : Hans Burnman
- Montage : José Antonio Rojo
- Musique : Adolfo Waitzman
- Décors : Macario Gómez
- Costumes : Lola Marquerie
- Production : José Luis Bermúdez de Castro Acaso
- Société de production : Arturo González Producciones Cinematográficas
- Pays de production :  Espagne
- Langue originale : espagnol
- Format : Couleur - Son mono - 35 mm
- Durée : 80 minutes
- Genre : Giallo
- Date de sortie :
  - Espagne : 1976
- Affiche : Macario Gómez Quibus (Espagne)

## Distribution
- Jean Sorel : Federico
- Nadiuska : Mónica
- Arturo Fernández Rodríguez : Arturo
- Karin Schubert : Elena
- Bárbara Rey : Eva
- Damián Velasco : Diego
- Isabel Luque : Trini
- Yelena Samarina : Maria
- Luis Barboo : Isidro
- Antonio Canal
- Yolanda Ríos : Luisa
- Jenny Llada
- Juan Santamaría : Jaime